# Station Backnang
Station Backnang is een spoorwegstation in de Duitse plaats Backnang. Het station behoort tot de Duitse stationscategorie 3. Het station werd in 1876 geopend. Het ligt op 278 meter boven zeeniveau, enkele honderden meters ten zuidwesten van het stadscentrum.

Netkaart S-Bahn van Stuttgart
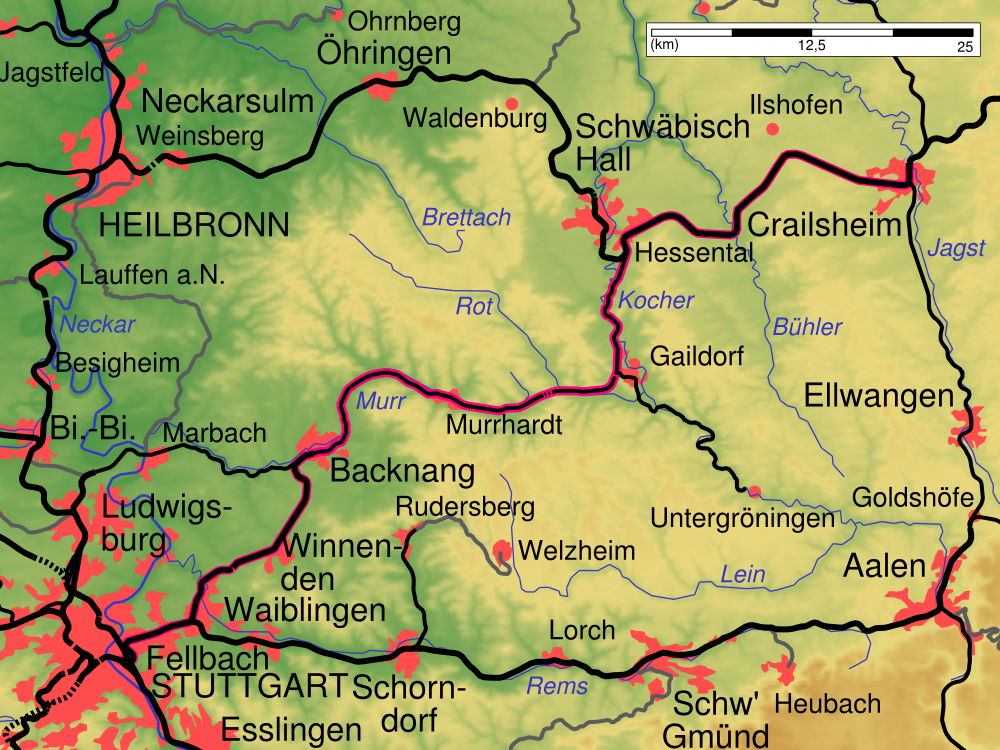
Verloop Murrbahn
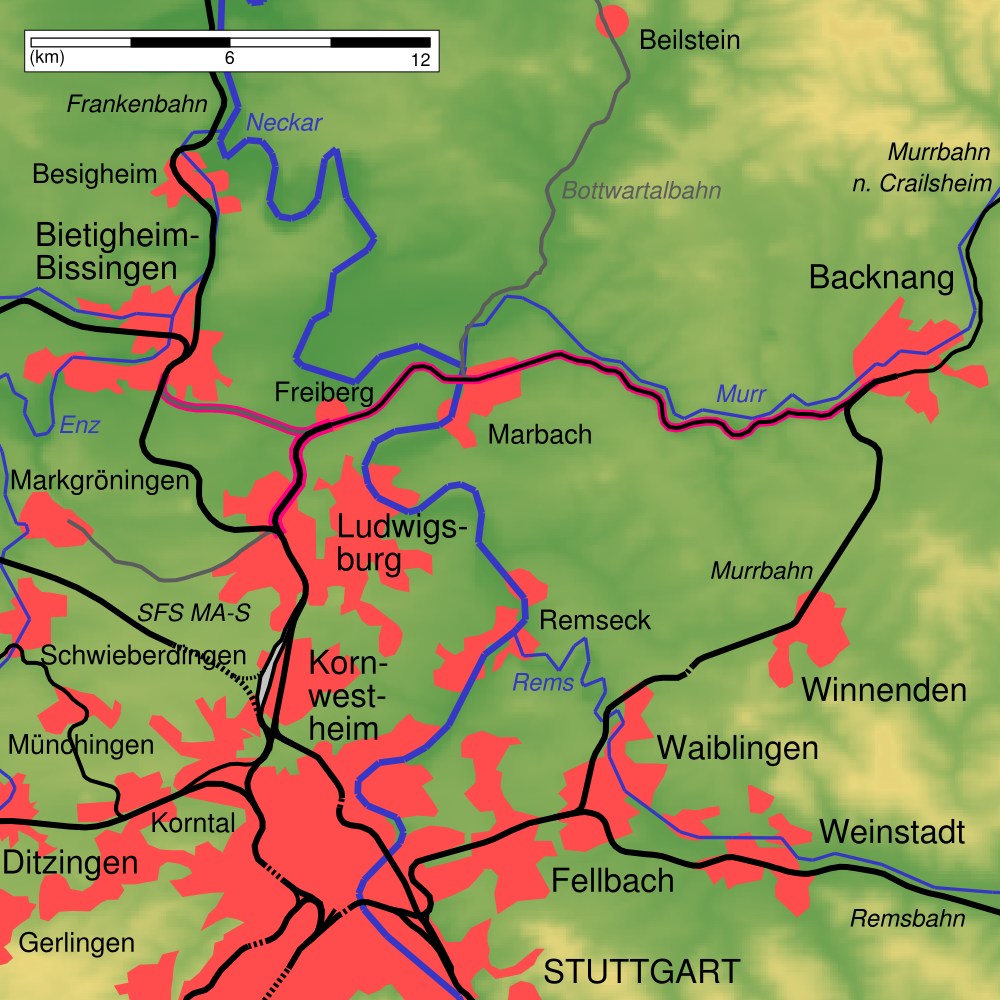
Verloop spoorlijn Backnang-Ludwigsburg

Het station ligt aan twee, door de S-Bahn van Stuttgart bediende, spoorlijnen:
- de Murrbahn (Waiblingen–Schwäbisch Hall-Hessental[2]-Crailsheim); aan deze lijn ligt op 3½ km  ten zuiden van Station Backnang nog een spoorweghalte in Maubach, een stadsdeel van Backnang.
- de spoorlijn Backnang-Ludwigsburg

Zie in beide gevallen de zwart-paarse lijn op bovenstaande kaartjes.
Twee van de vijf perrons zijn alleen via trappen bereikbaar. Tussen 2028 en 2031 zullen deze, in het kader van een opknapbeurt van alle stations en spoorlijnen rondom Stuttgart, worden verbouwd, zodat deze perrons voor rolstoelgebruikers e.d. bereikbaar worden.